# Berlin-Gesundbrunnen
Berlin-Gesundbrunnen  egy átmenő távolsági és helyi vasútállomás vasútállomás Németországban, Berlinben, amelyet a Deutsche Bahn üzemeltet a Berliner Ringbahn vonalon Berlin Gesundbrunnen kerületében, a Badstrasse és a Brunnenstrasse közötti átmenetnél található. Egyike a DB Station&Service legmagasabb, 1. osztályba sorolt 21 állomásának. Naponta mintegy 203 000 ember használja (2019-es állapot szerint). A német vasútállomáskategória első osztályába tartozik, ebben a kategóriában 20 német főpályaudvar található, jellemzően a legnagyobbak és legfontosabbak.
A forgalmas, tíz peronos vágánnyal rendelkező csomóponti állomás átszállási pont a távolsági személyszállítás (ICE, IC/EC) és a helyi közlekedés (S-Bahn és regionális vonatok vagy gyorsvonatok) között, valamint csatlakozási lehetőséget kínál a belvárosi közlekedéshez autóbusszal vagy - az azonos nevű BVG metróállomáson keresztül - az U8-as metróvonalhoz.

## Vasútvonalak
Az állomást az alábbi vasútvonalak érintik:
- Berlin–Szczecin-vasútvonal
- Berlin Northern Railway
- Berlin Ringbahn

## Szomszédos állomások
- Long-distance and regional railway station Berlin-Hauptbahnhof (RE 3, ICE 28)
- Oranienburg station (Rostock Hauptbahnhof, Stralsund Hauptbahnhof, RE 5)
- Long-distance and regional railway station Berlin-Hauptbahnhof (Berlin-Südkreuz, RE 5)
- Oranienburg station (Warnemünde, IC line 17)
- Long-distance and regional railway station Berlin-Hauptbahnhof (Dresden Hauptbahnhof, IC line 17)
- Bahnhof Berlin Jungfernheide (Potsdam Hauptbahnhof, RB 21 (Berlin/Brandenburg))
- Berlin Hauptbahnhof (tief) (Berlin Hauptbahnhof (tief), RB 32 (Berlin/Brandenburg))
- Berlin Ostkreuz (Ludwigsfelde railway station, RB 32 (Berlin/Brandenburg))
- Bernau bei Berlin station (Szczecin Główny, RE 66)
- Bahnhof Schönhauser Allee

## Forgalom

### Távolsági forgalom
| Járat  | Útvonal | Ütem             |
| ------ | --- | ---------------- |
| ICE 28 | Berlin Gesundbrunnen – Lipcse – Jena Paradies – Nürnberg – Augsburg – München bizonyos vonatok Stralsund-Berlin | kétóránként      |
| ICE 28 | Berlin Gesundbrunnen – Halle (Saale) – Jena Paradies – Nürnberg – Ingolstadt – München bizonyos vonatok Warnemünde-Rostock-Berlin und München-Innsbruck | kétóránként      |
| ICE 50 | Berlin Gesundbrunnen – Lipcse – Erfurt – Frankfurt (Main) – Wiesbaden | bizonyos vonatok |
| EC 27  | (Wien/Bratislava –) Prága – Dresden – Berlin Gesundbrunnen – Eberswalde – Stralsund – Ostseebad Binz | bizonyos vonatok |
| IC 28  | Berlin Gesundbrunnen – Lipcse – Bamberg – Nürnberg – Augsburg – München | bizonyos vonatok |
| IC 32  | UrlaubsExpress Mecklenburg-Vorpommern: Köln Hbf – Düsseldorf Hbf – Duisburg Hbf – Essen Hbf – Bochum Hbf – Dortmund Hbf – Hamm (Westf) – Bielefeld Hbf – Hannover Hbf – Wolfsburg Hbf – Berlin-Spandau – Berlin Gesundbrunnen – Eberswalde Hbf – Prenzlau – Züssow – Stralsund Hbf – Binz; Kurswagenteil Züssow – Wolgast – Zinnowitz – Seebad Heringsdorf | bizonyos vonatok |
| IC 50  | Berlin Gesundbrunnen – Halle (Saale) – Erfurt – Frankfurt (Main) – Heidelberg – Karlsruhe | bizonyos vonatok |
| IC 50  | Ostseebad Binz – Stralsund – Greifswald – Eberswalde – Halle (Saale) – Erfurt – Frankfurt Flughafen Fernbahnhof | bizonyos vonatok |
| X      | Interconnex Lipcse – Berlin Gesundbrunnen – Neustrelitz – Güstrow – Rostock – Warnemünde | bizonyos vonatok |

### Regionális forgalom
| Járat | Útvonal | Útvonal | Útvonal |
| ----- | --- | --- | --- |
| RE 3  | Elsterwerda – Wünsdorf-Waldstadt – Berlin Gesundbrunnen – Eberswalde – Angermünde –                                           | Elsterwerda – Wünsdorf-Waldstadt – Berlin Gesundbrunnen – Eberswalde – Angermünde –                                           | Prenzlau – Greifswald – Stralsund                                                                                             |
| RE 3  | Elsterwerda – Wünsdorf-Waldstadt – Berlin Gesundbrunnen – Eberswalde – Angermünde –                                           | Elsterwerda – Wünsdorf-Waldstadt – Berlin Gesundbrunnen – Eberswalde – Angermünde –                                           | Schwedt (Oder) |
| RE 5  | Lutherstadt Wittenberg – | Jüterbog – Ludwigsfelde – Berlin Gesundbrunnen – Oranienburg – Neustrelitz –                                                  | Güstrow – Rostock |
| RE 5  | Falkenberg (Elster) – | Jüterbog – Ludwigsfelde – Berlin Gesundbrunnen – Oranienburg – Neustrelitz –                                                  | Neubrandenburg – Stralsund |
| RE 6  | Berlin Gesundbrunnen – Berlin-Spandau – Hennigsdorf (Berlin) – Neuruppin – Wittstock (Dosse) – Pritzwalk – Wittenberge        | Berlin Gesundbrunnen – Berlin-Spandau – Hennigsdorf (Berlin) – Neuruppin – Wittstock (Dosse) – Pritzwalk – Wittenberge        | Berlin Gesundbrunnen – Berlin-Spandau – Hennigsdorf (Berlin) – Neuruppin – Wittstock (Dosse) – Pritzwalk – Wittenberge        |
| RB 19 | Berlin Gesundbrunnen – Berlin Südkreuz – Berlin-Schönefeld Flughafen – Königs Wusterhausen – Lübben (Spreewald) – Senftenberg | Berlin Gesundbrunnen – Berlin Südkreuz – Berlin-Schönefeld Flughafen – Königs Wusterhausen – Lübben (Spreewald) – Senftenberg | Berlin Gesundbrunnen – Berlin Südkreuz – Berlin-Schönefeld Flughafen – Königs Wusterhausen – Lübben (Spreewald) – Senftenberg |
| RB 27 | Berlin Gesundbrunnen – Schönerlinde – Schönwalde – Basdorf – Klosterfelde                                                     | Berlin Gesundbrunnen – Schönerlinde – Schönwalde – Basdorf – Klosterfelde                                                     | Berlin Gesundbrunnen – Schönerlinde – Schönwalde – Basdorf – Klosterfelde                                                     |
| RB 54 | Berlin Gesundbrunnen – Oranienburg – Löwenberg (Mark) – Herzberg (Mark) – Rheinsberg (Mark)                                   | Berlin Gesundbrunnen – Oranienburg – Löwenberg (Mark) – Herzberg (Mark) – Rheinsberg (Mark)                                   | Berlin Gesundbrunnen – Oranienburg – Löwenberg (Mark) – Herzberg (Mark) – Rheinsberg (Mark)                                   |
| RB 66 | Berlin Gesundbrunnen – Bernau (b Berlin) – Eberswalde – Angermünde – Stettin                                                  | Berlin Gesundbrunnen – Bernau (b Berlin) – Eberswalde – Angermünde – Stettin                                                  | Berlin Gesundbrunnen – Bernau (b Berlin) – Eberswalde – Angermünde – Stettin                                                  |

### S-Bahn
| Járat | Útvonal |
| ----- | --- |
|       | Oranienburg – Lehnitz – Borgsdorf – Birkenwerder – Hohen Neuendorf – Frohnau – Hermsdorf – Waidmannslust – Wittenau (Wilhelmsruher Damm) – Wilhelmsruh – Schönholz – Wollankstraße – Bornholmer Straße – Gesundbrunnen – Humboldthain – Nordbahnhof – Oranienburger Straße – Friedrichstraße – Brandenburger Tor – Potsdamer Platz – Anhalter Bahnhof – Yorckstraße (Großgörschenstraße) – Julius-Leber-Brücke – Schöneberg – Friedenau – Feuerbachstraße – Rathaus Steglitz – Botanischer Garten – Lichterfelde West – Sundgauer Straße – Zehlendorf – Mexikoplatz – Schlachtensee – Nikolassee – Wannsee |
|       | Bernau – Bernau-Friedenstal – Zepernick – Röntgental – Buch – Karow – Blankenburg – Pankow-Heinersdorf – Pankow – Bornholmer Straße – Gesundbrunnen – Humboldthain – Nordbahnhof – Oranienburger Straße – Friedrichstraße – Brandenburger Tor – Potsdamer Platz – Anhalter Bahnhof – Yorckstraße – Südkreuz – Priesterweg – Attilastraße – Marienfelde – Buckower Chaussee – Schichauweg – Lichtenrade – Mahlow – Blankenfelde |
|       | Hennigsdorf – Heiligensee – Schulzendorf – Tegel – Eichborndamm – Karl-Bonhoeffer-Nervenklinik – Alt-Reinickendorf – Schönholz – Wollankstraße – Bornholmer Straße – Gesundbrunnen – Humboldthain – Nordbahnhof – Oranienburger Straße – Friedrichstraße – Brandenburger Tor – Potsdamer Platz – Anhalter Bahnhof – Yorckstraße – Südkreuz – Priesterweg – Südende – Lankwitz – Lichterfelde Ost – Osdorfer Straße – Lichterfelde Süd – Teltow Stadt |
| ↻ ↺   | Gesundbrunnen – Schönhauser Allee – Prenzlauer Allee – Greifswalder Straße – Landsberger Allee – Storkower Straße – Frankfurter Allee – Ostkreuz – Treptower Park – Sonnenallee – Neukölln – Hermannstraße – Tempelhof – Südkreuz – Schöneberg – Innsbrucker Platz – Bundesplatz – Heidelberger Platz – Hohenzollerndamm – Halensee – Westkreuz – Messe Nord/ICC – Westend – Jungfernheide – Beusselstraße – Westhafen – Wedding – Gesundbrunnen |
|       | Wittenau (Wilhelmsruher Damm) – Rathaus Reinickendorf – Karl-Bonhoeffer-Nervenklinik – Lindauer Allee – Paracelsus-Bad – Residenzstraße – Franz-Neumann-Platz (Am Schäfersee) – Osloer Straße – Pankstraße – Gesundbrunnen – Voltastraße – Bernauer Straße – Rosenthaler Platz – Weinmeisterstraße – Alexanderplatz – Jannowitzbrücke – Heinrich-Heine-Straße – Moritzplatz – Kottbusser Tor – Schönleinstraße – Hermannplatz – Boddinstraße – Leinestraße – Hermannstraße |